# Silvia Berger Ziauddin
Silvia Berger Ziauddin (* 1973) ist eine Schweizer Historikerin und seit 2021 ordentliche Professorin für Schweizer Geschichte und Neueste allgemeine Geschichte an der Universität Bern.

## Leben
Nach dem Studium (1994–2000) der Allgemeinen Geschichte, Politikwissenschaft und des Völkerrechts an der Universität Zürich (Lizentiat) war sie von 2001 bis 2005 Doktorandin im Rahmen des SNF-Projekts «Unsichtbare Feinde, Infizierte Körper. Politische Metaphern der Bakteriologie und Immunologie» (Projektleiter Philipp Sarasin). Während ihres Doktorats forschte Silvia Berger Ziauddin als Kollegiatin am Collegium Helveticum (ETH Zürich) und als Predoctoral Research Fellow am Max-Planck-Institut für Wissenschaftsgeschichte in Berlin. Nach ihrer Promotion 2007 fungierte sie als wissenschaftliche Koordinatorin des Graduiertenkollegs am Zentrum Geschichte des Wissens (ETH und Universität Zürich) und arbeitete von 2010 bis 2017 als Oberassistentin am Historischen Seminar der Universität Zürich, wo sie ihr Habilitationsprojekt zur Geschichte der Atomschutzbunker in der Schweiz vorantrieb. 2013/14 verbrachte sie einen Forschungsaufenthalt an der Columbia University in New York und wurde 2018 Assistenzprofessorin für Geschichte des 19. und 20. Jahrhunderts am Historischen Institut der Universität Bern. 2020 habilitierte sie in Geschichte der Neuzeit (Modern History) an der Philosophischen Fakultät der Universität Zürich und wurde 2021 zur ordentlichen Professorin für Schweizer Geschichte und Neueste allgemeine Geschichte der Universität Bern ernannt.
Ihre Forschungsschwerpunkte sind Geschichte der Schweiz im globalen Kalten Krieg, die Kulturgeschichte der Bunker und der nuklearen Moderne, die Schweiz unter Grund, vertikale Infrastrukturen und Technologien (19.–21. Jh.), Zivilverteidigung und Securization, die Geschichte der Bakteriologie, die Geschichte der Seuchen (19.–21. Jahrhundert), Geschlechter- und Emotionsgeschichte in der Schweiz der 1980er Jahre, Raumtheorien, Wissenschafts- und Wissensgeschichte sowie der material und praxeological turn.
Silvia Berger Ziauddin ist Redaktorin der Zeitschrift Itinera. Beiheft zur Schweizerischen Zeitschrift für Geschichte. Sie ist Mitglied im International Advisory Board des Lund Center for the History of Knowledge LUCK sowie Mitglied des am Walter Benjamin Kolleg der Universität Bern angesiedelten Forschungsprojekts Silicon Mountains, das sich mit den Alpen im digitalen Zeitalter befasst.

## Schriften (Auswahl)
- Bakterien in Krieg und Frieden. Eine Geschichte der medizinischen Bakteriologie in Deutschland 1890–1933. Göttingen 2009, ISBN 978-3-8353-0556-4.[6][7][8]
- als Hrsg. mit Philipp Sarasin, Marianne Hänseler und Myriam Spoerri: Bakteriologie und Moderne. Studien zur Biopolitik des Unsichtbaren 1870–1920. Suhrkamp, Frankfurt am Main 2007. ISBN 978-3-518-29407-9
- als Hrsg. mit Christa Wirth, David Eugster: Der kalte Krieg. Kältegrade eines globalen Konflikts (Nach Feierabend. Zürcher Jahrbuch für Wissensgeschichte Nr. 13), Zürich 2017 (online)
- als Hrsg. mit Tina Asmussen, Alexandre Elsig, Bianca Hoenig: Unter Grund. Eine vertikale Verflechtungsgeschichte, traverse 2/2020. ISBN 978-3-905315-80-6